# Basilia rondanii
Basilia rondanii är en tvåvingeart som beskrevs av Guimaraes och Andretta 1956. Basilia rondanii ingår i släktet Basilia och familjen lusflugor. Inga underarter finns listade i Catalogue of Life.